# ادموند بلک
ادموند بلک (انگلیسی: Edmund Black; ۳ مهٔ ۱۹۰۵ – ۲۲ اکتبر ۱۹۹۶) پرتاب‌گر چکش اهل ایالات متحده آمریکا بود.